# Каптейн C
Каптейн c — екзопланета (надземля) в сузір'ї Живописця. Поряд з Каптейн b є однією з двох відомих на сьогоднішній день екзопланет в системі червоного субкарлика VZ Живописця (зірка Каптейна), розташованого на відстані в 13 світлових років від Землі.
Материнська зірка була виявлена ще в XIX столітті голландським астрономом Якобус Корнеліус Каптейн. Зірка має видиму зоряну величину mV 8,853, що допускає її спостереження навіть за допомогою аматорського телескопа з малою апертурою. Для пошуку екзопланет в системі цієї зірки, астрономи використовували спектрометр HARPS (High Accuracy Radial velocity Planet Searcher), що належить Європейській південній обсерваторії. Вимірявши незначні періодичні зміни в русі зірки і застосувавши для розшифровки даних метод Доплера, при якому спектр світла зірки змінюється залежно від її швидкості, астрономи змогли обчислити деякі характеристики екзопланети, такі як маса і орбітальний період. Пізніше дані були підтверджені за допомогою спектрометра HIRES (High Resolution Echelle Spectrometer) в обсерваторії Кека на Гаваях і приладу PFS (Planet Finder Spectrograph) на телескопі Магеллан II в Чилі. Дані продемонстрували помірний надлишок в мінливості світності зірки, тому стало зрозуміло, що система Зірки Каптейна має екзопланети з дуже коротким орбітальним періодом.